# 中和镇 (浏阳市)
中和为中国湖南省浏阳市下辖镇，由原中和乡和山枣潭乡于1995年撤区并乡镇时合并设立。中和位于浏阳市东南部，辖域东南部与文家市镇接壤，东与七宝山乡毗邻，北与高坪镇交界，西连澄潭江镇。全镇辖域总面积152.55平方公里，行政机构驻苍雅路。

## 行政区划
全镇下辖7个行政村、2个社区：

### 社区
苍坊社区、雅山社区

### 行政村
丁字桥村、清江村、中和村、长安村、山枣潭村、小江村和江河村。

## 建筑
胡耀邦故居，位于苍坊社区，建于清朝咸丰年间。